# Socijalistička stranka (Francuska)
Socijalistička stranka (fr. Parti Socialiste, kratica: PS) je francuska socijalistička politička stranka. To je ujedno i najveća ljevičarska stranka u Francuskoj. Osnovana je 1969. kao nasljednica francuske sekcije Radničke internacionale (Section Française de l'Internationale Ouvrière).
Ova stranka je prvi put došla na vlast 1981. kada je njen kandidat François Mitterrand izabran za predsjednika Francuske. 
Glavna tajnica Socijalističke stranke je od studenog 2008. Martine Aubry.

## Vanjske poveznice
- (fr.) Webstranica stranke
- (fr.) Mjs france